# Cap-Vert portugais
1462–1975
Entités précédentes :
- Cap-Vert inhabité

Entités suivantes :
- Cap-Vert

Le Cap-Vert portugais a été une colonie puis une province ultramarine de l'Empire portugais depuis la colonisation des îles du Cap-Vert de 1462 jusqu'à l'indépendance en 1975.

## Histoire

### XVe siècle
Les îles du Cap-Vert ont été découvertes en 1444 par le prince dom Henri le Navigateur (fils du roi Jean 1) et Antonio Noli au service du parent d'Henry, le roi Afonso V. Les îles du sud-est, y compris la plus grande île de Santiago, ont été découvertes en 1460 par Antonio de Noli et Diogo Gomes. Les autres îles du nord-ouest São Nicolau, São Vicente et Santo Antão ont été découvertes en 1461 ou 1462 par Diogo Afonso:73. Il n'y a aucune preuve d'établissement humain au Cap-Vert avant l'arrivée des Portugais:77
En 1462, la ville de Ribeira Grande (aujourd'hui Cidade Velha ) est fondée sur la côte sud de Santiago:77. La colonie est devenue une escale clé pour la colonisation portugaise vers l'Afrique et l'Amérique du Sud. Aux XVIe et XVIIe siècles, c'était un centre de commerce maritime entre l'Afrique, le Cap de Bonne Esperance, le Brésil et les Caraïbes. En raison de sa proximité avec la côte africaine, c'était une plate-forme essentielle pour le commerce des esclaves. D'autres premières colonies portugaises étaient à São Filipe sur l'île de Fogo (entre 1470 et 1490), Praia sur Santiago (avant 1516), :77Ribeira Grande sur Santo Antão (milieu du XVIe siècle)  :82et Ribeira Brava sur São Nicolau (1653).
En 1492, l'inquisition espagnole a émergé dans sa plus pleine expression d'antisémitisme. Elle s'étendit au Portugal voisin où le roi João II et surtout Manuel Ier en 1496, décidèrent d'exiler des milliers de juifs à São Tomé, Príncipe, et au Cap-Vert. Ils étaient autorisés à faire du commerce. Les commerçants indépendants étaient appelés lançados, qui étaient souvent, mais pas toujours, d'origine juive.

### XVIe–XIXesiècles
Les richesses de Ribeira Grande et les conflits entre le Portugal et les puissances coloniales rivales France et Grande-Bretagne attirent les attaques de pirates, dont celles de Francis Drake (1585 ) et de Jacques Cassard ( 1712 ):195. Malgré la construction de Forte Real de São Filipe en 1587-93, Ribeira Grande est restée vulnérable et a décliné. La capitale a été déplacée à Praia en 1770.

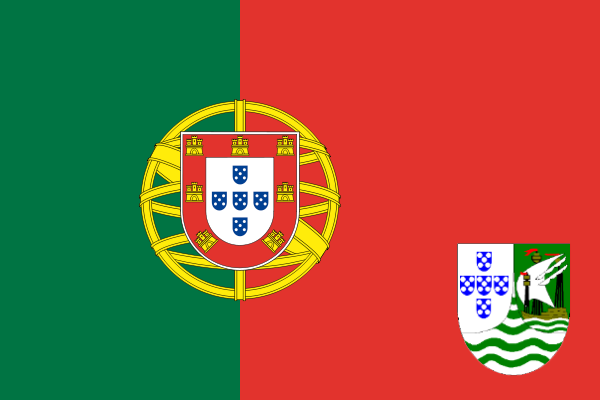
Drapeau proposé pour le Cap-Vert portugais.

L'éruption du volcan Pico do Fogo en 1680 a recouvert une grande partie de l'île de Fogo de cendres, ce qui a forcé de nombreux habitants à fuir vers l'île voisine de Brava. Dès la fin du XVIIIe siècle, des baleiniers d'Amérique du Nord ont commencé à chasser les baleines autour des Açores et des îles du Cap-Vert. Ils utilisaient les ports de Brava pour s'approvisionner en vivres et en eau potable. Ils ont embauché des hommes de Brava comme marins, et plusieurs d'entre eux se sont installés autour du port baleinier du Massachusetts de New Bedford :439–440.
L'exploitation du sel sur l'île de Sal prit un essor à partir de 1800 environ. La ville portuaire de Mindelo s'est développée rapidement après 1838, lorsqu'un dépôt de charbon a été créé pour approvisionner les navires sur les routes de l'Atlantique. Au cours du XIXe siècle, le plateau de Praia est entièrement réaménagé avec des rues selon un plan en damier, bordées de grands édifices coloniaux et d'hôtels particuliers. L'esclavage a été aboli au Cap-Vert en 1876.

### XXe siècle
Depuis le début du XXe siècle, le port de Mindelo a perdu son importance pour la navigation transatlantique. Les causes en étaient le passage du charbon au pétrole comme carburant pour les navires, la montée en puissance de ports concurrents comme Dakar et les îles Canaries et le manque d'investissements dans les infrastructures portuaires. En raison de son climat généralement sec, le Cap-Vert a été frappé par une série de famines liées à la sécheresse entre les années 1580 et les années 1950. Deux des plus grandes famines du Cap-Vert se sont produites en 1941–43 et 1947–48, faisant environ 45 000 personnes victimes. Plusieurs milliers d'insulaires ont émigré, acceptant par exemple du travail contractuel dans les plantations de cacao du São Tomé et Príncipe portugais.
Avant et pendant la guerre coloniale portugaise, ceux qui planifient et combattent dans le conflit armé en Guinée portugaise ont souvent lié l'objectif de libération de la Guinée-Bissau à l'objectif de libération du Cap-Vert. Par exemple, en 1956, Amílcar Cabral et Luís Cabral ont fondé le Parti Africain pour l'Indépendance de la Guinée et du Cap-Vert (PAIGC). Cependant, il n'y a pas eu de conflit armé au Cap-Vert et, finalement, l'indépendance du Cap-Vert est le résultat de négociations avec le Portugal après la révolution des œillets d'avril 1974. En août 1974, un accord est signé à Alger entre le gouvernement portugais et le PAIGC, reconnaissant l'indépendance de la Guinée-Bissau et le droit à l'indépendance du Cap-Vert. Le 5 juillet 1975, à Praia, le Premier ministre portugais Vasco Gonçalves cède le pouvoir au président de l'Assemblée nationale Abílio Duarte et le Cap-Vert devient indépendant.
Les insulaires du Cap-Vert avaient des niveaux d'instruction plus élevés et étaient souvent nommés à des postes administratifs de bas niveau dans les territoires portugais. Ils acquièrent ainsi une réputation de fidélité à Lisbonne.